# قصي الضحاك
قصي عبد الجبار الضحاك سياسي و دبلوماسي سوري يشغل منصب مندوب سوريا الدائم لدى الأمم المتحدة منذ 20 ديسمبر 2023 وقدم أوراق اعتماده للأمين العام للأمم المتحدة انطونيو غوتيريش وباشر مهامه كسفير ومندوب دائم في 31 يناير 2024. تقلد عدة مناصب إدارية و حكومية منذ بدء مسيرته المهنية في 2001, حيث عمل كسكرتير ثالث في سفارة سوريا لدى جمهورية الصين الشعبية (2004-2009)، ودبلوماسياً في الوفد الدائم لسوريا لدى الأمم المتحدة في نيويورك (2012-2016) و مستشاراً ومديراً لإدارة المنظمات والمؤتمرات الدولية في وزارة خارجية سوريا (2016-2018). ثم مستشاراً في الوفد الدائم في نيويورك (2018 - 2020) ونائب رئيس الوفد السوري الدائم لدى الأمم المتحدة. في نيويورك (2020-2022)، ثم مديراً لإدارة المنظمات والمؤتمرات الدولية في وزارة الخارجية (2022 - 2023).